# Allgemeines bürgerliches Gesetzbuch (Liechtenstein)
Das liechtensteinische Allgemeine bürgerliche Gesetzbuch (ABGB) wurde ursprünglich vollinhaltlich aus Österreich übernommen (ABGB).

## Entwicklung

### Naturrechtstradition
Das liechtensteinische (bzw. österreichische) ABGB von 1811 ist neben dem französischen Code civil die älteste noch in Kraft stehende, von vernunftrechtlichen Gedanken (Naturrecht) geprägte Zivilrechtskodifikation.

### Einführung
Das ABGB wurde am 18. Februar 1812 unter der Herrschaft Johann I. Josef von Liechtenstein eingeführt und in Kraft gesetzt. Das ABGB wurde in Liechtenstein nicht in einem Rechtsakt eingeführt. Die §§ 531 bis 824 (über das Erbrecht) wurden erst mit der Fürstlichen Verordnung vom 6. April 1846 betreffend die Einführung der §§ 531 bis 824 ABGB in Liechtenstein übernommen.
Das ursprünglich 1812 übernommene Sachenrecht des ABGB (§§ 285 bis 530 ABGB) wurde 1923 durch die weitgehende Übernahme des Sachenrechts aus dem schweizerischen ZGB abgelöst und in einem eigenen Gesetzbuch (SR) geregelt.

### Änderungen
Wie auch in Österreich (öABGB) wurde in den Text des ABGB in Liechtenstein in den ersten hundert Jahren kaum eingegriffen. Erst durch die Herausnahme des Sachenrechts aus dem ABGB und den Erlass eines eigenen Sachenrechts (SR) 1923 wurde wesentlich in die Kodifikation eingegriffen. Liechtenstein hat die drei Teilnovellen zum ABGB von 1914, 1915 und 1916 (Österreich) erst sehr viel später und auch nur teilweise übernommen. Durch die weitgehende Einführung des schweizerischen Sachenrechts aus dem ZGB wurde jedoch eine Anpassung an das deutsche Bürgerliche Gesetzbuch von 1896 teilweise vorgenommen. Weitgehende Reformen des ABGB erfolgten dann erst wieder in den 1970er-Jahren.

### Neukodifikationsbestrebungen
Zu Beginn des 20. Jahrhunderts bestanden Bestrebungen, das liechtensteinische ABGB und weitere aus Österreich übernommene Regelungen durch Neukodifikationen zu ersetzen. Diese Neukodifikationen sollte weitgehend durch die Übernahme schweizerischer Bestimmungen aus dem ZGB erfolgen. Dazu wurde 1923 das Sachenrecht und 1926 das Personen- und Gesellschaftsrecht kodifiziert. Beide Gesetzbücher sollten Teil des zu schaffenden liechtensteinischen ZGB sein.
„Das Projekt eines liechtensteinischen Zivilgesetzbuches wurde bislang, nachdem das Sachenrecht, das Personen- und Gesellschaftsrecht in den 20er Jahren und das Eherecht in den 90er Jahren des vorigen Jahrhunderts maßgeblich abgeändert und neu in eigenen Gesetzbüchern in Kraft gesetzt wurde, noch nicht fertig gestellt“

## Einteilung des ABGB
Die Einteilung folgt dem Institutionensystem:
- Präambel/Promulgationsklausel
- Einleitung: Von den bürgerlichen Gesetzen überhaupt (Allgemeiner Teil)
- 1. Teil: Von dem Personenrechte (Personenrecht, vgl. Allgemeiner Teil; Familienrecht)
- 2. Teil: Von dem Sachenrechte (Sachenrecht; Erbrecht; Schuldrecht)
- 3. Teil: Von den gemeinschaftlichen Bestimmungen der Personen- und Sachenrechte (vgl. Allgemeiner Teil)

Auch das liechtensteinische ABGB wie das österreichische ABGB begreift unter „Sachenrecht“ das Sachenrecht im heutigen Sinn, das Erbrecht und das Schuldrecht. Die liechtensteinische wie die österreichische Rechtswissenschaft sieht diese Einteilung als historisch an und lehrt das Zivilrecht überwiegend ungeachtet dessen nach dem Pandektensystem.

## Gesetzestext
Den aktuellen Gesetzestext des ABGB (und das gesamte geltende liechtensteinischen Landesrecht) findet sich im LILEX, der Liechtensteinischen Gesetzessammlung (siehe Weblinks).
Soweit die Bestimmungen des ABGB noch in der Urfassung aus 1811 bestehen, gilt es, den historischen Sprachgebrauch bei der Interpretation zu beachten (z. B. „Genugtuung“ = Schadenersatz). Das liechtensteinische ABGB wurde in den letzten Jahrzehnten jedoch, im Gegensatz zum öABGB, sehr weitgehend dem modernen Sprachgebrauch angepasst.
Durch den Umstand, dass viele Bestimmungen des ABGB mit dem österreichischen ABGB übereinstimmen, kommt den Kommentaren zum ABGB aus Österreich und der österreichischen höchstgerichtlichen Rechtsprechung eine große Bedeutung zu. Dies insbesondere auch, da es in Liechtenstein bislang keinen umfassenden Kommentar zum ABGB selbst gibt. Hinsichtlich der aus der Schweiz übernommenen und implementierten arbeitsrechtlichen Bestimmungen (§ 1173a, Art 1 bis 113 ABGB) wird zudem die schweizerische Lehre und Rechtsprechung zur Auslegung des ABGB herangezogen.